# Pacto de Sangue
Pacto de Sangue é uma telenovela brasileira produzida pela TV Globo e exibida de 8 de maio a 22 de setembro de 1989, em 119 capítulos. Substituiu Vida Nova e foi substituída por O Sexo dos Anjos, sendo a 37ª "novela das seis" exibida pela emissora.
Escrita por Regina Braga, com a colaboração de Sérgio Marques, teve a direção de Herval Rossano.
Contou com as atuações de Carlos Vereza, Carla Camurati, Esther Góes, Sandra Bréa, Othon Bastos, Rubens de Falco, Maria Isabel de Lizandra e Zezé Motta nos papéis principais.

## Enredo
São Paulo, 1870. Antônio, brutalmente ferido na luta abolicionista, pede no leito da morte ao pai, Queiroz Antunes (Carlos Vereza), que adote um negro como se fosse seu filho. O juiz aceita o pacto e adota legalmente o escravo Bento (Armando Paiva), o que transforma a vida de ambos – Bento tem acesso aos melhores níveis de estudo, sonhando em se tornar o primeiro juiz negro do Brasil; já Queiroz passa a se colocar cada vez mais contra a escravidão, ainda mais quando se apaixona pela professora abolicionista Aymée (Carla Camurati).
Quem não gosta das mudanças é Violante (Esther Góes), irmã da falecida mulher de Queiroz e que sempre foi apaixonada pelo cunhado, fazendo da vida da professora um inferno para afastá-la do alvo de seu desejo. A trama também tem Isabel (Cristina Aché), filha caçula de Queiroz que nunca gostou de Bento e não permite que nenhuma mulher tome o lugar de sua falecida mãe, se tornando cada vez mais mentalmente desequilibrada a ponto de se casar com o coronel Toti (Othon Bastos) na esperança de dar ao pai um neto semelhante à Antônio para que ele se afaste do ex-escravo e a família volte a ser como antes.
A trama também tem outras histórias, como de Abílio (Rubens de Falco), um advogado prestigiado, que ninguém imagina que seja mandante de uma série de roubos de ouro e assassinatos. Ele vive em conflito com os filhos, Miguel (Jayme Periard) - jovem idealista e apaixonado pela ex-escrava Ana (Julciléa Telles) - e Celeste (Sandra Annenberg) - moça tímida que vive um romance secreto com o jornalista abolicionista Carlos (Fábio Junqueira), tendo sido obrigada pelo pai a ser noiva de Demétrio (Edwin Luisi), seu sócio bem mais velho. No final da trama, Francisca (Sandra Bréa) é dona do cabaré Eldorado e que usa das informações colhidas pelos grandes fazendeiros que frequentam o local em benefício próprio.

## Elenco
| Ator                     | Personagem             |
| ------------------------ | ---------------------- |
| Carlos Vereza            | Juiz Afonso Queiroz    |
| Carla Camurati           | Aymée de Carvalho      |
| Esther Góes              | Violante Gomes         |
| Sandra Bréa              | Francisca Matoso       |
| Zezé Motta               | Maria Zamabuê          |
| Cristina Aché            | Isabel Queiroz Antunes |
| Othon Bastos             | Coronel Toti           |
| Rubens de Falco          | Abílio Mendonça        |
| Maria Isabel de Lizandra | Clara Mendonça         |
| Sandra Annenberg         | Celeste Mendonça       |
| Fábio Junqueira          | Carlos Albuquerque     |
| Edwin Luisi              | Demétrio de Carvalho   |
| Armando Paiva            | Bento Zamabuê          |
| Haroldo de Oliveira      | Damião Zamabuê         |
| Ruth de Souza            | Quitina                |
| Léa Garcia               | Rute                   |
| Jayme Periard            | Miguel Mendonça        |
| Julciléa Telles          | Ana                    |
| Yara Côrtes              | Afrosina da Gama       |
| Luiz Guilherme           | Delegado Da Gama       |
| Izabella Bicalho         | Mercedes da Gama       |
| André Valli              | Alfredo                |
| Ricardo Petraglia        | Bombom                 |
| Oswaldo Louzada          | General Tóti           |
| Jonas Mello              | Corrêa                 |
| Castro Gonzaga           | Padre Viriato          |
| Ricardo Blat             | Pedro                  |
| Raymundo de Souza        | Zé Soldado             |
| Raul Gazolla             | Fernando               |
| Jacyra Sampaio           | Bá                     |
| Edyr de Castro           | Baiana                 |
| Chico Tenreiro           | Bernadino da Gama      |
| Sarita Rodrigues         | Fulô                   |
| Marcus Vinícius          | Oju                    |
| Iléa Ferraz              | Luzia                  |
| Cláudia Cepeda           | Angélica de Carvalho   |
| Cláudio Costa            | Dimas                  |

### Participações especiais
| Ator            | Personagem              |
| --------------- | ----------------------- |
| Marcelo Serrado | Antônio Queiroz Antunes |
| Alfredo Murphy  | Mergulhão               |
| Ângela Corrêa   | Baoní                   |

## Produção
Pacto de Sangue foi a primeira novela exibida pela TV Globo totalmente gravada antes de estrear; foi uma das homenagens aos centenários da Abolição da Escravatura e da Proclamação da República. A novela foi uma das telenovelas mais curtas da história da emissora, não tendo êxito e fechando com apenas 119 capítulos. A Globo apresentou outra novela totalmente gravada antes de estrear dois anos depois, em 1991: Salomé, que também não teve êxito.
Isso só voltaria a acontecer na Globo 32 anos depois, em 2021, com as telenovelas Um Lugar ao Sol e Quanto Mais Vida, Melhor! que foram finalizadas inteiramente antes de suas exibições para evitar que fossem interrompidas na metade, devido à pandemia de COVID-19, como aconteceu com Amor de Mãe e Salve-se Quem Puder, que tiveram suas gravações, e por consequência, suas exibições interrompidas em 2020, voltando ao ar apenas no ano seguinte.

## Audiência
Teve média geral de 41 pontos.

## Trilha sonora
Capa: Zezé Motta
| N.º | Título                | Música                                                    | Tema                    | Duração |  |
| 1.  | "Sorri (Smile)"       | Djavan                                                    | Queiroz Antunes         | 3:00    |  |
| 2.  | "Devegar, Um Segredo" | Dudu França                                               | Celeste                 | 3:03    |  |
| 3.  | "Saudade"             | Chrystian & Ralf                                          | Carlos                  | 2:33    |  |
| 4.  | "Amor Poente"         | Roberto Ribeiro                                           | Violante                | 2:47    |  |
| 5.  | "Eu Te Amo"           | Leila Pinheiro                                            | Maria e Damião          | 3:00    |  |
| 6.  | "O Pacto"             | Instrumental                                              | Abertura                | 2:06    |  |
| 7.  | "História e Lendas"   | Zezé Motta                                                | Locação: Quilombo       | 3:32    |  |
| 8.  | "Capataz"             | Cristina Santos                                           | Aimeé e Queiroz Antunes | 3:08    |  |
| 9.  | "Tablados"            | Chico Buarque                                             | Francisca Matoso        | 3:09    |  |
| 10. | "Bonita Lenda"        | Roberto Leal                                              | Corrêa                  | 3:55    |  |
| 11. | "Como Um Ladrão"      | Carlinhos Vergueiro (part. especial de Paulinho da Viola) | Francisco da Gama       | 2:55    |  |
| 12. | "Já Faz Tempo"        | Neguinho da Beija-Flor                                    | Isabel                  | 2:33    |  |
| 13. | "Desalento"           | Marçal (part. especial de Chico Buarque)                  | Miguel                  | 3:19    |  |
| 14. | "Liberdade"           | Instrumental                                              | Geral                   | 3:55    |  |
| 15. | "No Peito e Na Raça"  | Olivia Byington e João Carlos Assis Brasil                | Queiroz Antunes         | 3:21    |  |